# San Fu Maltha
San Fu Maltha (Rotterdam, 17 juli 1958) is een Nederlands producent van films en televisieseries.
In 1995 richtte hij het productiebedrijf Fu Works op. In 1999 was hij medeoprichter van het distributiebedrijf A-Film. Hij produceerde Nederlandse speelfilms, waaronder  Zwartboek (2006), Alles is liefde (2007) en Kenau (2014), televisieseries en documentaires.

## Filmografie
- Angie (1993)
- Naar de klote! (1996)
- The Delivery (1999)
- G:MT Greenwich Mean Time (1999)
- Rent a Friend (2000)
- Costa! (film) (2001)
- Soul Assassin (2001)
- Morlang (2001)
- Costa! (televisieserie) (2001)
- Moonlight (2002)
- Science Fiction (2002)
- Adrenaline (2003)
- The Emperor's Wife (2003)
- The Horseless Prince (2003)
- Phileine zegt sorry (2003)
- Untertage (2003)
- In Oranje (2004)
- League of Legends (2004)
- Snowfever (2004)
- Store Planer! (2005)
- Vet hard (2005)
- Gargandi snilld (2005)
- Shouf Shouf! (2006)
- Figner: The End of a Silent Century (2006)
- When the Road Bends... Tales of a Gypsy Caravan (2006)
- Jadesoturi (2006)
- Zwartboek (2006)
- Made in Korea: A One Way Ticket Seoul-Amsterdam? (2006)
- 4 Elements (2006)
- Kicks (2007)
- Unfinished Sky (2007)
- Alles is liefde (2007)
- Het echte leven (2008)
- Takut: Faces of Fear (2008)
- Oorlogswinter (2008)
- Wolfseinde (2008)
- Carmen van het noorden (2009)
- Spion van Oranje (2009)
- Separation City (2009)
- De vliegenierster van Kazbek (2010)
- Tirza (2010)
- Amphibious 3D (2010)
- Majesteit (2010)
- Parradox (2010)
- Portable Life (2011)
- Bringing Up Bobby (2011)
- Süskind (2012)
- Iron Sky (2012)
- Milo (2012)
- Unfinished Sky (2012)
- Het bombardement (2012)
- Kenau (2014)
- De poel (2014)
- Eisenstein in Guanajuato (2015)
- Meet Me in Venice (2015)
- Een echte Vermeer (2016)
- Alberta (2016)
- Echo's van een oorlog (2016)